# Парамаунт (Калифорнија)
Парамаунт (енгл. Paramount) град је у америчкој савезној држави Калифорнија. По попису становништва из 2010. у њему је живело 54.098 становника.

## Демографија
Према попису становништва из 2010. у граду је живело 54.098 становника, што је 1.168 (2,1%) становника мање него 2000. године.
| Група             | 2000.          | 2010.          |
| Белци             | 4.982 (9,0%)   | 3.015 (5,6%)   |
| Афроамериканци    | 7.508 (13,6%)  | 6.334 (11,7%)  |
| Азијати           | 1.851 (3,3%)   | 1.629 (3,0%)   |
| Хиспаноамериканци | 39.945 (72,3%) | 42.547 (78,6%) |
| Укупно            | 55.266         | 54.098         |